# برژتیسلاف ریخلیک
برژتیسلاف ریخلیک (چکی: Břetislav Rychlík; ۲۳ ژوئیهٔ ۱۹۵۸ – ) بازیگر و کارگردان اهل کشور جمهوری چک است. او در اوهرسکه هرادیشته متولد شد و کار خود را در تئاتر محلی آغاز کرد. بعدها در تئاتر در برنو کار کرد و همچنین در «آکادمی موسیقی و هنرهای نمایشی یاناچک» تدریس کرد. او همچنین چندین فیلم مستند را کارگردانی کرد.